# Stare Kolnie
Stare Kolnie (deutsch Alt Köln, auch Altköln) ist eine Ortschaft in der Gemeinde Popielów (Alt Poppelau) im Powiat Opolski der Woiwodschaft Oppeln.

## Geographie

### Geographische Lage
Stare Kolnie liegt im Osten der historischen Region Niederschlesien an der Grenze zu Oberschlesien. Der Ort liegt ca. sechs Kilometer westlich vom Gemeindesitz Popielów (Alt Poppelau) und ca. 30 Kilometer nordwestlich von der Kreisstadt und Woiwodschaftshauptstadt Oppeln. Durch den Ort verläuft die Woiwodschaftsstraße Droga wojewódzka 457. 
Stare Kolnie liegt am Mündungsbereich vom Budkowitzer Bach (poln. Budkowiczanka) in den Stober (poln. Stobrawa). Stare Kolnie liegt im Landschaftsschutzpark Stobrawa. 

### Nachbarorte
Westlich von Stare Kolnie liegt der Ort Stobrawa (dt. Stober). Im Osten liegt der Gemeindesitz Poppelau (poln. Popielów) sowie im Südosten das Dorf Rybna (dt. Riebnig).

## Geschichte
Im Jahr 1317 wurde erstmals eine Burg Kolno erwähnt, die im östlichen Teil des Dorfes lag.  1317 wurde der Burgsitz der von Kottwitz bei Brieg im Herzogtum Brieg (polnisch Stare Kolnie) erwähnt. Diese Burg, zu deutsch Köln genannt, gehörte den Adelsherren von Kottwitz. Sie besaßen zur gleichen Zeit in Böhmen ein Dorf namens Kottwitz. Urkunden der Familie von Kottwitz aus den Jahren 1362 und 1363 belegen, dass Arnold und Heinrich, genannt von Köln, beide Orte besaßen. Die nachfolgenden Söhne von Heinrich, Niklas von Köln und Wolfhard von Kottwitz, wurden 1377 in einer Arnauer Urkunde genannt. Ein Witko von Smogorzy verkaufte 1394 / 1443 das Castrum Collen (Haus und Sloz Coln) ruiniert und abgebrannt an einen Ritter von Blankenstein.
Nach dem Ersten Schlesischen Krieg 1742 fiel Alt Köln mit dem größten Teil Schlesiens an Preußen.
Nach der Neuorganisation der Provinz Schlesien gehörte die Landgemeinde Alt Köln ab 1816 zum Landkreis Brieg im Regierungsbezirk Breslau. 1845 bestanden im Dorf eine evangelische Schule, eine königliche Unterförsterei sowie 80 Wohnhäuser. Im gleichen Jahr lebten in Alt Köln 615 Menschen, davon 64 katholisch. 1874 wurde der Amtsbezirk Riebnig gegründet, welcher aus den Landgemeinden Alt Köln und Riebnig und dem Gutsbezirk Riebnig bestand.
1933 zählte das Dorf 518 und 1939 514 Einwohner. Bis 1945 befand sich der Ort im Landkreis Brieg im Regierungsbezirk Breslau.
1945 kam der bisher deutsche Ort unter polnische Verwaltung und wurde in Stare Kolnie umbenannt. Die deutsche Bevölkerung wurde vertrieben und Polen angesiedelt. Von 1945 bis 1954 und von 1973 bis 1975 war der Ort Teil der Gemeinde Karłowice. 1946 kam der Ort zur Woiwodschaft Breslau, 1950 zur Woiwodschaft Oppeln. 
1997 wurde das Dorf beim Jahrhunderthochwasser der Oder komplett überschwemmt. 1999 wurde der Ort dem wiedergegründeten Powiat Opolski zugeordnet.

## Sehenswürdigkeiten
- Die röm.-kath. Antoniuskirche (poln. Kościół św. Antoniego) wurde zwischen 1991 und 1993 erbaut. Sie gehört heute als Filialkirche zur Pfarrei Mariä Himmelfahrt (poln. Parafia pw. niebowzięcia Najświętszej Maryi Panny) in Stobrawa.[6]